# Васильев, Александр Николаевич (серийный убийца)
Александр Николаевич Васильев (31 марта 1958, посёлок Малиновка, Шумерлинский район, Чувашская АССР, РСФСР, СССР — 28 января 2020, Красноярск, Красноярский край, Россия) — российский серийный убийца, совершивший 17 убийств в период с 1997 по 2001 год на территории Красноярска. Известен под прозвищем «Чёрный ангел». Несмотря на тяжесть совершённых им деяний, Васильев избежал пожизненного лишения свободы и в 2002 году был приговорён к 25 годам лишения свободы. Впоследствии в ходе многочисленных апелляций добился снисхождения от суда, смягчения уголовного наказания и освобождения в 2017 году по причине тяжёлого заболевания — рака почки. Умер в 2020 году.

## Биография

### Детство, юность и первая судимость
Александр Васильев родился 31 марта 1958 года на территории Шумерлинского района (Чувашская АССР) в многодетной семье рабочих. В середине 1960-х его семья переехала на территорию Красноярского края. В школьные годы Васильев не испытывал интереса к учебному процессу, благодаря чему характеризовался учителями как ученик с весьма с заурядными умственными способностями. Васильев посещал школу № 9 на территории Красноярска. После окончания 8 класса Васильев поступил в одно из ПТУ Красноярска, которое окончил в 1976 году, получив специальность «механик-тракторист». После окончания ПТУ Александр женился на девушке, которая впоследствии родила ему двоих детей. В середине 1980-х Васильев начал демонстрировать патологически повышенное половое влечение и половую активность, вследствие чего стал увлекаться просмотром и коллекционированием фото- и видеоматериалов эротического содержания. В начале 1989 года он был арестован по обвинению в сексуальных домогательствах по отношению к несовершеннолетним подругам своей 5-летней дочери. Он отрицал свою вину, но в конечном итоге был осуждён по статье 120 УК РСФСР за развратные действия с несовершеннолетней. Во время отбывания уголовного наказания в исправительной колонии на территории республики Хакасия Васильев подвергался физическим нападкам со стороны других заключённых, так как был осуждён по «позорной» статье и принадлежал к низшей касте тюремной иерархии. В 1992 году получил условно-досрочное освобождение и вышел на свободу. После освобождения вернулся в Красноярск, где нашёл работу водителя КаМАЗа на «Красноярском заводе комбайнов».

### Убийства
Первое убийство совершил в 1997 году, после того как бросил работу и начал испытывать материальные трудности. Своих жертв находил, изучая в местных газетах объявления о продаже мебели, предметов антиквариата, недвижимости или автомобилей. Первых жертв Васильев выбирал из числа пожилых и одиноких пенсионерок, к которым он являлся в квартиры под видом покупателя, затем, удостоверившись, что женщины проживают в одиночестве, совершал на них нападения, в ходе которых убивал с особой жестокостью. В совершении убийств Васильев продемонстрировал выраженную склонность к садизму, но для того чтобы сбить с толку следствие, он после совершения каждого из убийств забирал из квартир небольшие суммы денег и предметы, представляющие, как правило, невысокую материальную ценность.
После совершения нескольких убийств Васильев предложил одному из своих знакомых совершить серию ограблений в дачных посёлках, расположенных в Красноярском крае, на что тот ответил согласием. Серия ограблений и убийств хозяев дачных участков, совершённых летом 2000 года, вызвала недовольство сообщника Васильева, так как Александр в качестве жертв выбирал хозяев небольших дачных участков, которые не являлись материально обеспеченными людьми, вследствие чего добыча от украденного и сбытого имущества убитых оказалась невысокой, после чего Васильев застрелил сообщника в ходе совместного распития алкогольных напитков, а тело сбросил в воды реки Енисея. Ещё одного сообщника Васильев убил после того, как тот во время совместного ограбления одного из домов оставил множество изобличающих улик, продемонстрировал небрежность и покинул место преступления раньше, чем он. Серия убийств вызвала моральную панику в пригородных дачных массивах Красноярска, из-за чего многие жители города опасались ездить на свои дачные участки, а Васильев снова принялся искать жертв, изучая в местных газетах объявления о продаже.
В период с конца 2000 до середины 2001 года включительно жертвами Александра Васильева стали несколько таксистов. Продемонстрировав выраженный ему образ действия, Васильев останавливал такси, садился в салон автомобиля, называл адрес дома, находившегося в одном из пригородов Красноярска, после чего совершал убийство водителя, когда они находились уже далеко от оживлённой трассы. В совершении убийств Александр Васильев продемонстрировал слабую мотивированность и нелогичность, так как автомобили убитых им людей он использовал только лишь для поездок по Красноярску в течение непродолжительного периода времени, после чего бросал их в разных районах города.

### Арест, следствие и суд
Александр Васильев был арестован в августе 2001 года в красноярском микрорайоне Солнечный во время распития алкогольных напитков в салоне автомобиля. Васильев и его знакомые, находясь в состоянии алкогольного опьянения, своими действиями нарушали общественный порядок, после чего одна из жительниц расположенных поблизости многоквартирных домов обратилась во вневедомственную охрану. В ходе разговора с Васильевым и осмотра его автомобиля сотрудники вневедомственной охраны установили, что автомобиль является угнанным, а его настоящий владелец убит, после чего Александр был задержан. В ходе допроса Васильев заявил, что убил владельца автомобиля в середине 2001 года, а его труп закопал на окраине Красноярска в лесистой местности.
Во время последующих допросов Васильев признал свою причастность к совершению ещё 16 убийств, настаивая на том, что все убийства совершил из корыстных мотивов. Однако, так как его жертвами являлись материально необеспеченные люди, а в ходе ограблений он похищал среди личных вещей убитых предметы, не имеющие значительной материальной ценности, впоследствии Васильев вынужденно признал, что мотивом совершения всех убийств было патологически повышенное влечение к убийствам.
Во время допросов Васильев рассказал следователям о своей теории, согласно которой люди в его субъективном представлении делились на представителей социально неблагополучного слоя общества и сверхчеловеков, которые по своему могуществу превосходят остальных. Васильев причислял себя к сверхчеловекам, требовал от следователей, чтобы СМИ дали ему прозвище «Чёрный ангел», и заявил о том, что убитых людей он избавил от страданий, так как они, согласно его теории, принадлежали к первой категории людей, подлежащих уничтожению.
В конечном итоге Васильеву были инкриминированы обвинения в совершении 17 убийств, 2 покушений и 13 нападений, сопряжённых с разбоем. Так как преступления Васильева выглядели мало мотивированными, не особо логичными и жестокими, в ходе судебного процесса по ходатайству его адвокатов была проведена судебно-психиатрическая экспертиза с целью установления его вменяемости. По результатам экспертизы Александр Васильев был признан вменяемым и отдающим себе отчёт в своих действиях, хотя отклонения в его психике были выявлены, на основании чего он получил снисхождение от суда. Прокуратура Красноярского края требовала от суда назначить Васильеву уголовное наказание в виде пожизненного лишения свободы, однако Красноярский краевой суд 5 ноября 2002 года приговорил его к 25 годам лишения свободы.

### Заключение, освобождение и смерть
После осуждения Васильев неоднократно писал жалобы в суды различной инстанции с просьбой смягчить приговор. 5 ноября 2011 года Красноярский краевой суд, рассмотрев жалобу Васильева, снизил приговор до 22,5 года колонии строгого режима. Постановлением президиума Красноярского краевого суда от 17 апреля 2012 года приговор снова был смягчён до 21 года 10 месяцев лишения свободы. А 27 сентября 2013 года Свердловский районный суд Красноярска сократил срок до 20 лет. Васильев каждый раз апеллировал к статье 61 УК, ссылаясь на то, что он написал явку с повинной, способствовал раскрытию преступления.
21 ноября 2017 года Красноярский краевой суд постановил выпустить Васильева из-под стражи в связи с тяжёлым заболеванием — рак левой почки, метастазы в печень, лёгкие (ещё в колонии его прооперировали, удалили почку и селезёнку, признали инвалидом первой группы). Таким образом, он отбыл в заключении 16 лет.
После освобождения Васильев вёл тихую, ничем не примечательную жизнь, жил в Красноярске по разным адресам и на левом, и на правом берегу Енисея. Одним из последних мест его жительства стал двухэтажный дом на улице Калинина в районе остановки «Тарная база». В 2019 году постройку снесли. После этого он поселился в одном из домов на правобережье. За ним осуществляли надзор профильные ведомства. Он также завёл аккаунт в TikTok и канал на YouTube, где выкладывал музыкальные видео со своим участием. 28 января 2020 года Александр Васильев скончался.

## В массовой культуре
- Документальный фильм «Чёрный ангел» из цикла «Вне закона» (2012)
- Почему серийного убийцу выпустили на свободу? / TRUE CRIME (2024)[10]